# Tupolev Tu-144
Le Tupolev Tu-144 (en russe : Tyполев Ту-144, nom de code OTAN : « Charger ») est un avion de ligne supersonique quadriréacteur développé en URSS par le bureau d'études Tupolev.
Avec le Concorde franco-britannique, ils sont les seuls avions civils supersoniques à avoir atteint la production. Destiné à être utilisé sur les lignes de la compagnie Aeroflot, il peut emporter, à une vitesse supérieure à Mach 2 et à une altitude de 20 000 mètres (65 617 pieds), de 98 à 120 passagers sur une distance de 3 080 à 6 200 km selon les versions.
Le prototype du Tupolev Tu-144 vole pour la première fois le 31 décembre 1968, devenant le premier avion de ligne supersonique, et passe le mur du son le 5 juin 1969. En juin 1973, un accident d'un appareil de production lors d'une démonstration au salon du Bourget retarde le développement du programme et c'est en décembre 1975 que les appareils de production entrent en service, initialement comme avions cargo et postaux. En novembre 1977, une première ligne, de Moscou à Alma-Ata (Kazakhstan), est ouverte aux passagers. Un deuxième appareil connaît un accident en mai 1978 lors d'un vol d'essai, ce qui a pour conséquence le retrait du service pour les passagers. Il reste cependant actif comme avion de transport de fret jusqu'en 1983. L'un des appareils est remis en état de vol en 1996 dans le cadre d'un programme entre Tupolev et la NASA et est retiré définitivement en 1999.
Le Tupolev Tu-144 est construit en trois versions, Tu-144, Tu-144S et Tu-144D. La première sert uniquement de prototype et un seul appareil est construit. Les deux autres sont les versions de production qui diffèrent principalement par leur motorisation : le Tu-144S utilise des turboréacteurs Kouznetsov NK-144A à postcombustion tandis que le Tu-144D est équipé de Kolesov RD-36-51 sans postcombustion, moins gourmands en carburant et plus performants. Le Tu-144D utilisé par la NASA est profondément modifié ; il reçoit des moteurs Kouznetsov NK-32 à double flux et postcombustion et est redésigné Tu-144LL.
La production prend fin en 1985 avec un total de 16 appareils construits, soit un prototype, dix Tu-144S et cinq Tu-144D.

## Historique

### Développement

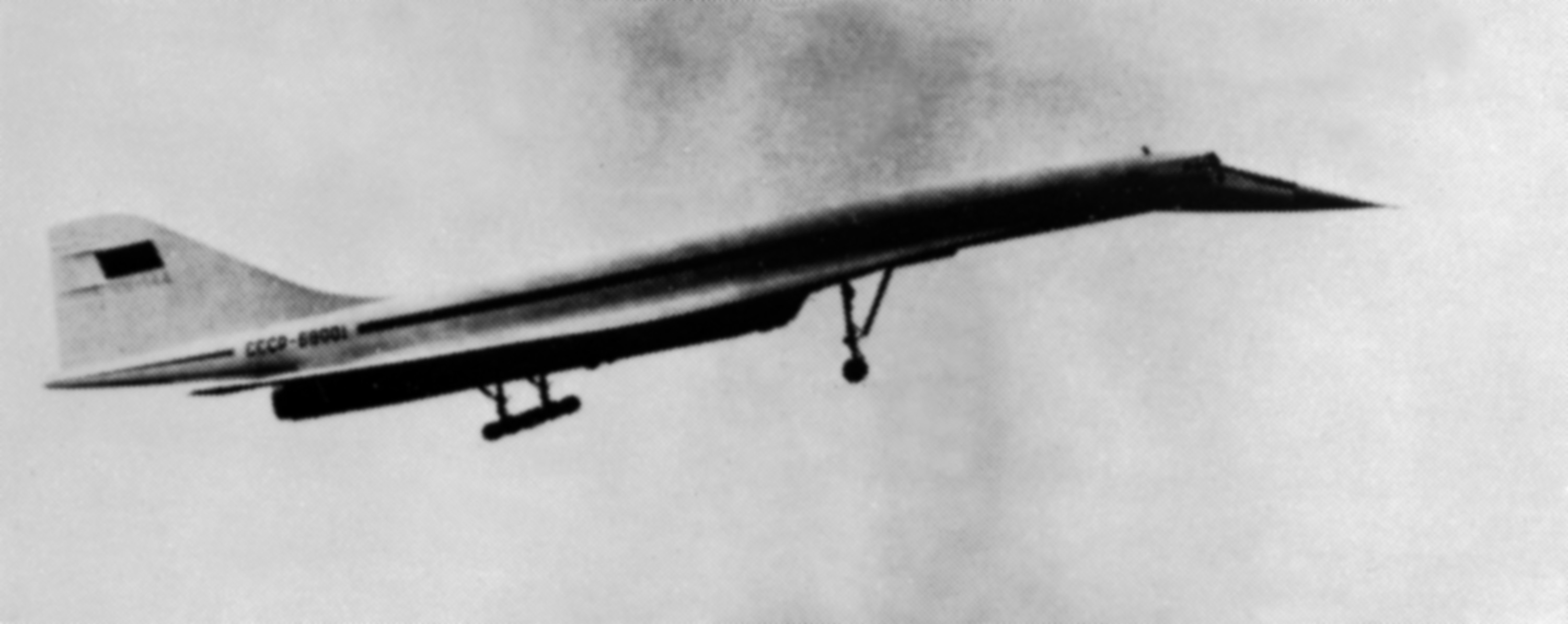
Le prototype lors d'un vol d'essais dans les années 1970.

Le prototype du Tupolev Tu-144 effectue son premier vol le 31 décembre 1968.
La conception du Tu-144 est due, au moins partiellement, à l'espionnage industriel au profit du GRU, le service de renseignement militaire soviétiques, les usines françaises de Sud-Aviation (Aérospatiale) ayant particulièrement été ciblées. Lorsque Sergei Pavlov, officiellement directeur du bureau parisien d'Aeroflot, fut finalement arrêté en 1965, il était en possession de plans détaillés des freins, du train d'atterrissage et de la cellule du Concorde. Un autre agent, Sergei Fabiew, ingénieur d'origine russe ayant créé une entreprise florissante, la SERGI, Société générale d'études et de réalisations industrielles (ayant notamment pour clients la SEREB et le groupe Dassault), qui était à la tête d'un réseau d'espions et avait réussi à ce titre à obtenir des plans sur la nature des nervures de voilure usinées en Italie par Fiat, n'a été arrêté qu'en 1977.
Cet espionnage a sans doute permis aux Soviétiques de comparer plus précisément les deux conceptions, mais le prototype du Tu-144 en 1970 n'était pas une simple copie du Concorde, des projets américains avaient d'ailleurs débouché sur les Boeing 2707 et Lockheed L-2000, deux avions aux formes générales similaires résultant de solutions de conception guidées par un cahier des charges similaires. La ressemblance du Tu-144 avec le Concorde lui valut dans la presse occidentale le surnom de « Concordski ». Sur la base de nombreux essais, des changements considérables furent apportés entre le prototype et le modèle de pré-production Tu-144S (no 77101).
Pour tester en vol la configuration aérodynamique du Tu-144, une version réduite de sa voilure est monté sur un chasseur bisonique : le Mikoyan-Gourevitch MiG-21I Analog.

### L'accident du Bourget

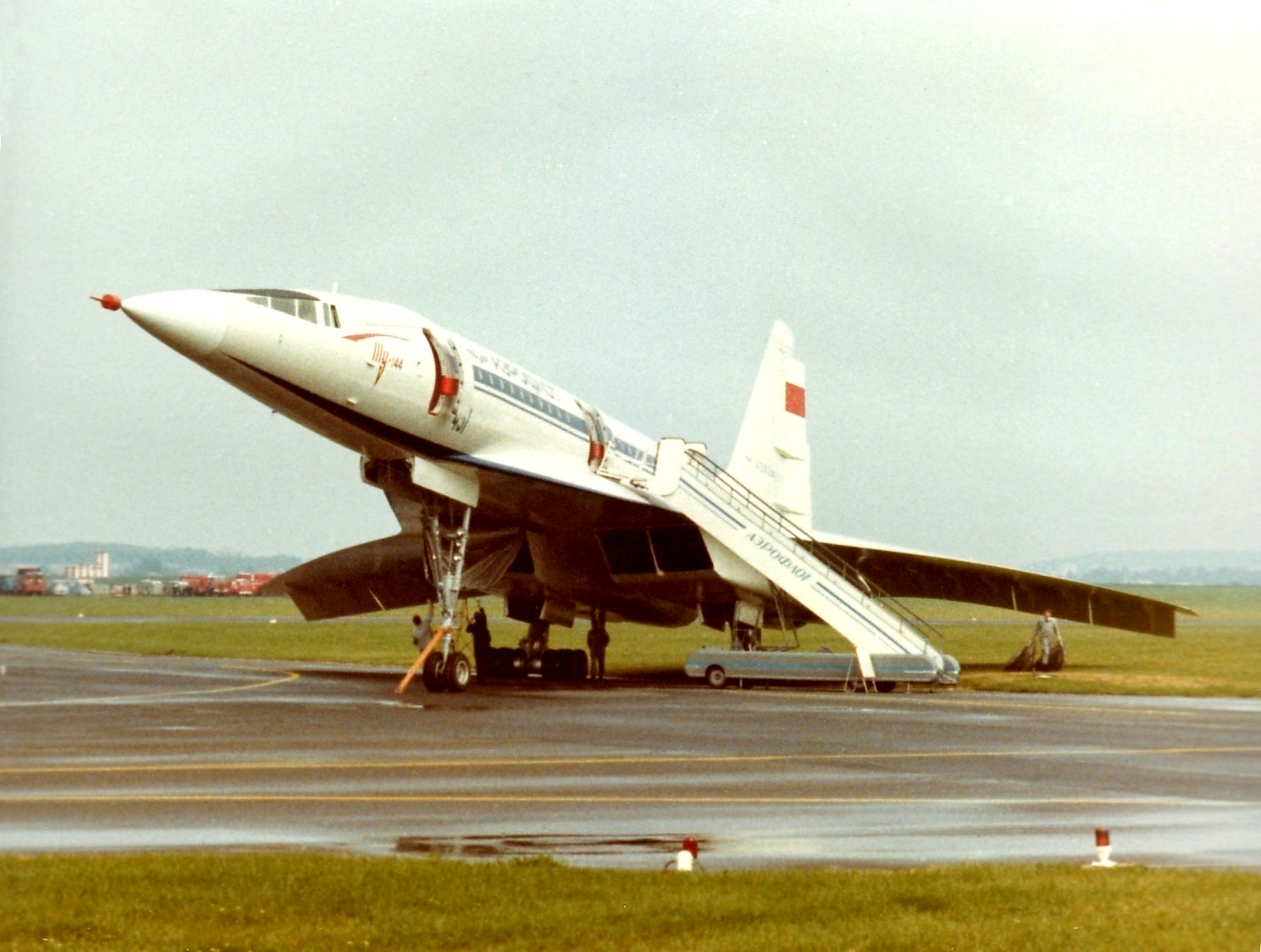
Tu-144 au Salon du Bourget, le 2 juin 1973, veille du crash.

Le programme de développement du Tupolev subit un sérieux revers le dimanche 3 juin 1973 au Salon du Bourget : ce jour-là, lors de sa seconde démonstration en vol, le premier modèle de production (no 77102) s'écrasa en flammes au-dessus de Goussainville, détruisant une quinzaine de maisons, une école — fermée ce jour-là — tuant les six membres d'équipage et huit personnes au sol.

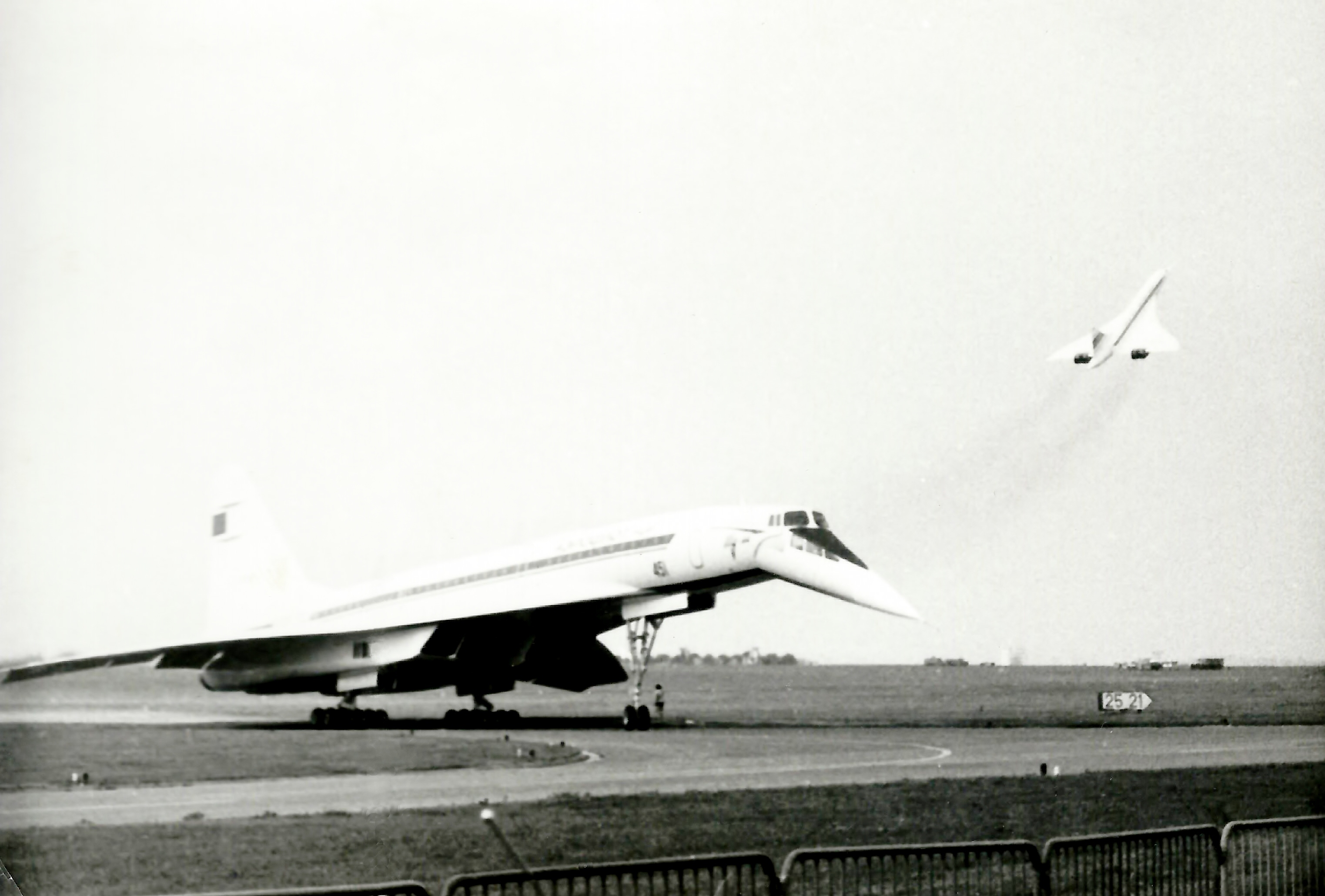
Un Tu-144 au sol. En arrière-plan, un Concorde est au décollage.

Le dernier jour du salon, le Concorde et le Tupolev 144 étaient présentés devant un public de 350 000 personnes. Le Concorde fit une première démonstration, suivi par le Tupolev. À la fin de son ascension verticale à pleine puissance, aux environs de 1 200 m, au moment où les plans canards du fuselage avant furent rétractés, l'avion décrocha, bascula en piqué et lorsque le pilote tenta de le redresser, tout en redéployant les plans canards, l'important facteur de charge causa la rupture de l'aile gauche,. Selon des témoins au sol, l'incendie aurait résulté de la rupture d'un plan canard avant gauche qui aurait perforé un réservoir ou se serait introduit dans un moteur et aurait provoqué l'explosion, détruisant l'aile,. Pendant la tentative de l'équipage pour redresser l'avion, une caméra d'une chaîne de télévision française, utilisée par un participant russe pour filmer le vol, tomba sur le sol de la cabine de pilotage et fit perdre un temps précieux aux pilotes.
Des informations d'archives, maintenant ouvertes au public, indiquent que la boîte noire fut rapportée en URSS et analysée. On pense maintenant que la cause de l'accident serait une modification réalisée au sol, par l'équipe d'ingénieurs, sur les capteurs du système de stabilisation automatique, la veille du second jour de démonstration en vol. Ces changements auraient eu pour but d'étendre le domaine de vol Tu-144 en démonstration, afin de réaliser une meilleure démonstration que le Concorde. À l'origine, pour des raisons de sécurité, le contrôle de la surface de déflexion était limité à 5°, avec les plans canards sortis. La modification effectuée consista à désactiver cette limitation, ce qui, après rétraction des plans canards, aurait entraîné une erreur du circuit électronique d'autostabilisation se traduisant par une commande de déflexion des élevons de 10° vers le bas et provoqué une perte de contrôle et la mise en piqué immédiate du Tupolev.
Une autre explication avancée à l'époque était que le pilote avait voulu éviter un Mirage III en vol au-dessus de lui et dont il ignorait la présence, ce dernier ayant fait une mauvaise manœuvre alors qu'il photographiait le plan canard du Tupolev.

### En service

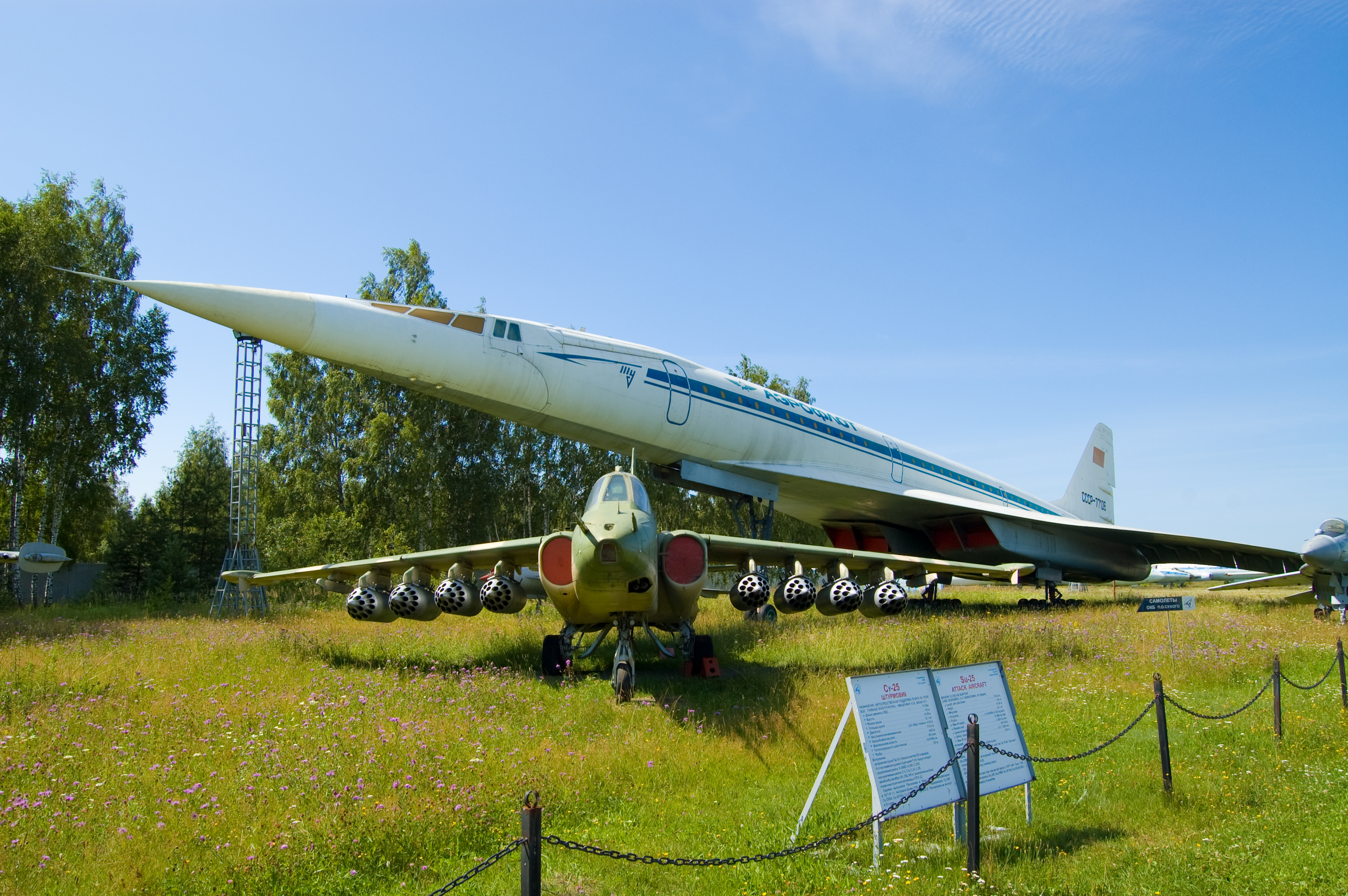
Tu-144S no 77106 préservé au musée central des forces aériennes russes à Monino.

Le Tu-144S entra en service le 26 décembre 1975, transportant du courrier et du fret entre Moscou et Alma-Ata en préparation d'une ouverture de la ligne au trafic passagers, qui intervint à partir du 1er novembre 1977. Il y eut une courte période d'exploitation en vol régulier mais le 23 mai 1978, le premier Tu-144D (no 77111) connut une panne en vol lors d'un vol de qualification et s'écrasa, à Iegorievsk,à une centaine de kilomètres au sud-est de Moscou, causant la mort de 2 des 8 membres de son équipage. En conséquence, le vol Aeroflot du 1er juin 1978 fut le cinquante-cinquième et dernier vol régulier.
Un vol régulier mais seulement avec du fret fut rétabli le 23 juin 1979, utilisant le nouveau modèle Tu-144D, y compris sur de plus longs itinéraires comme Moscou ⇄ Khabarovsk, dans l'Extrême-Orient russe, grâce à l'autonomie supplémentaire liée à l'emploi de moteurs plus économes (RD-36-51).
En comptant les 55 vols passagers, il n'y eut que 102 vols réguliers, tous opérés par Aeroflot, avant la fin définitive du service commercial en 1978.

### Après la fin des vols réguliers
Bien que les vols réguliers aient été arrêtés en 1978, on pense qu'Aeroflot a continué à utiliser le Tu-144D, avec quelques vols occasionnels dans les années 1980. Un rapport fait état d'un vol de Crimée à Kiev en 1987. De même, la production du Tu-144 ne s'est arrêtée qu'en 1984, et le Tu-144D no 77116, partiellement assemblé, ne fut jamais terminé.
Dans les années 1980, les deux derniers modèles de production en état de vol ont été utilisés pour des essais, notamment pour la recherche sur la couche d'ozone à haute altitude. Durant ces essais, ils ne furent pas autorisés à dépasser Mach 1. Ces deux avions, no 77114 et no 77115, sont conservés aujourd'hui à l'usine Tupolev de Joukovski. Ces essais se poursuivirent jusqu'en 1990.

### High Speed Commercial Research

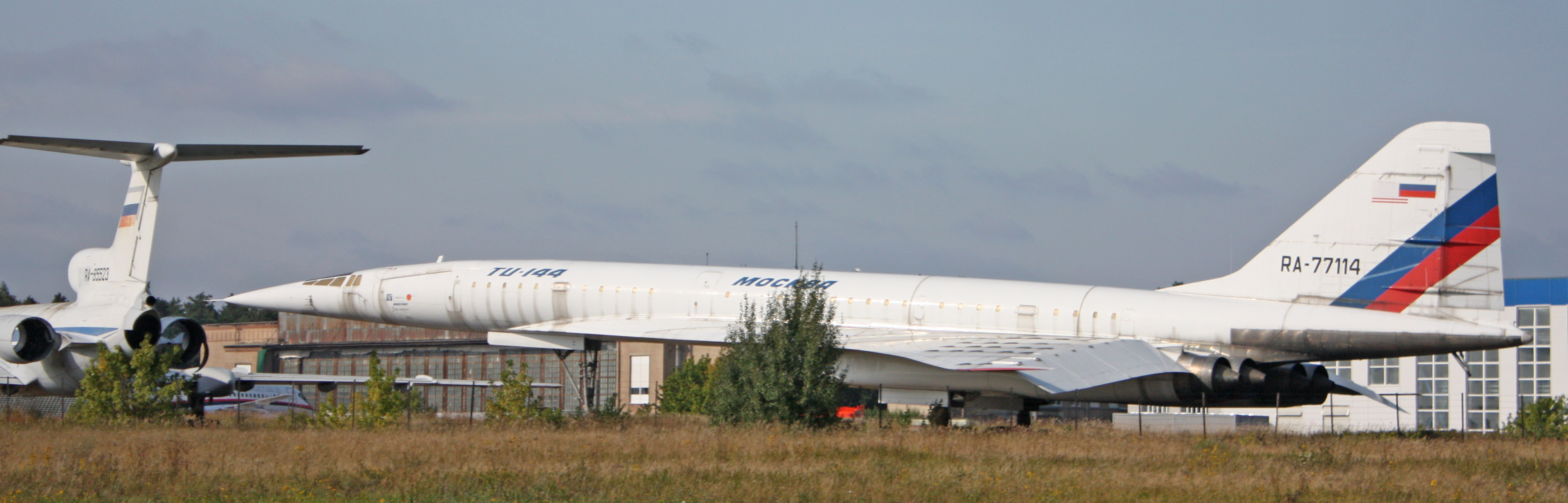
Le Tu-144LL est préservé à la base aérienne de Joukovski depuis 1999.

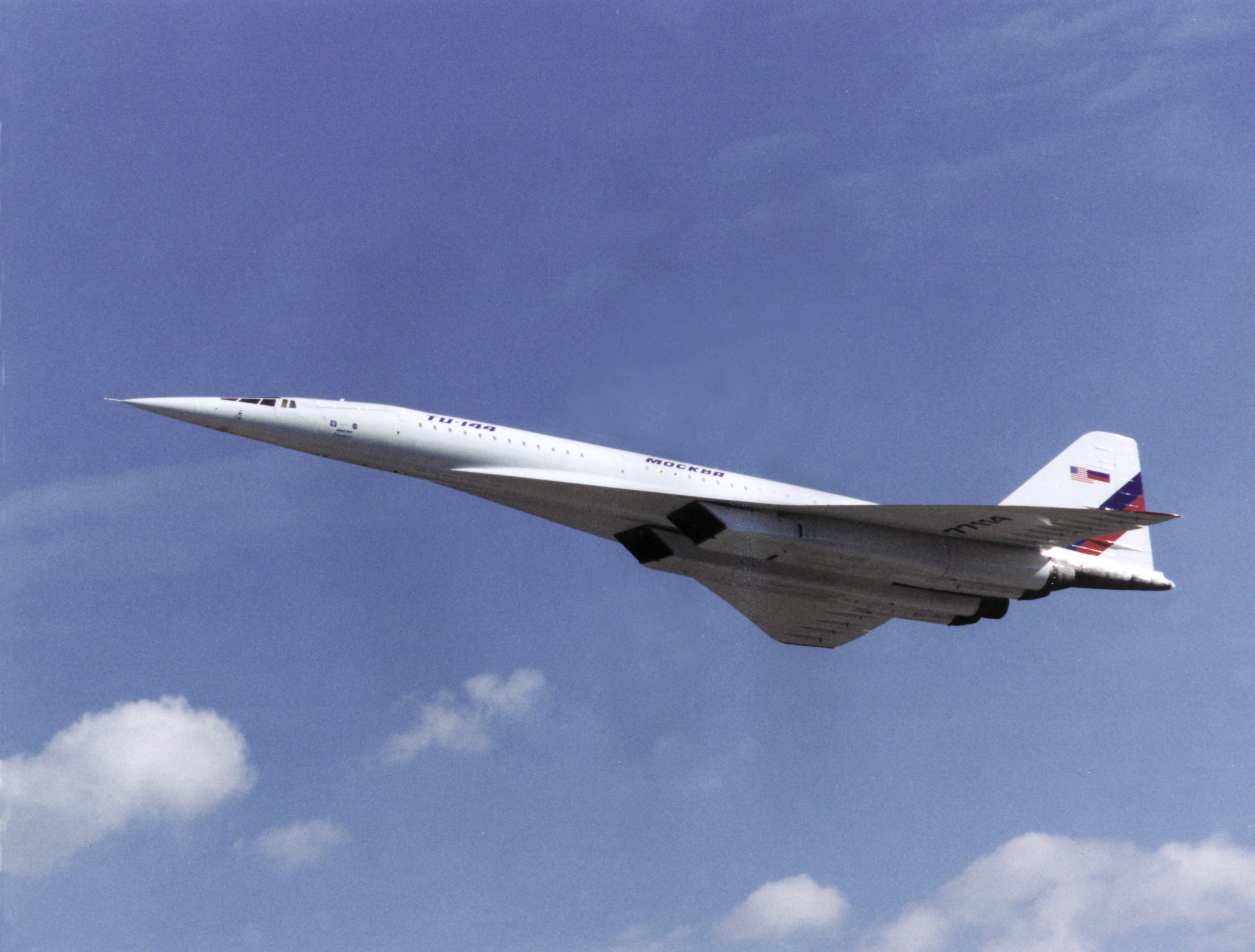
Le Tu-144LL en vol près de Moscou en 1998.

En 1990, Tupolev se met en relation avec la NASA et propose d'utiliser un Tu-144 comme banc d'essai pour le programme High Speed Commercial Research, dont le but est de concevoir un avion de ligne supersonique de deuxième génération,. En 1995, le Tu-144D numéro 77114 (assemblé en 1981 mais n'ayant que 82 heures et 40 minutes de vol au compteur) est sorti de son stockage,. D'importantes modifications, pour un montant de 350 millions de dollars, ont lieu, incluant la remotorisation,. Les anciens réacteurs sont remplacés par ceux équipant le bombardier Tu-160. Cette nouvelle version est baptisée Tu-144LL, LL signifiant Letayuschaya Laboratoriya, soit Laboratoire Volant. Il réalise 27 vols en 1996 et 1997. L'ensemble des vols se déroulent près de usines Tupolev, aux abords de Moscou. Les pilotes américains Robert Rivers et C. Gordon Fullerton s'occupent des trois premiers vols. En 1999, le projet est abandonné.

### Depuis l'arrêt des vols
En 2000, le musée automobile et technologique de Sinsheim, dans le sud-ouest de l'Allemagne, racheta le no 77112 qui se trouvait à Joukovski. L'appareil a été démonté puis transporté par voie fluviale et terrestre jusqu'au musée. Il y est exposé avec un ancien Concorde d'Air France.
La cellule du no 77113 a été mise à la ferraille à l'usine de Joukovski en 2001. L'entreposage à l'extérieur pendant plus de 20 ans avait endommagé l'appareil et il était considéré comme dangereux.
Il semble que le Tu-144LL ait été vendu aux enchères en juin 2001 pour 11 millions de dollars mais la vente ne fut finalement pas réalisée — Tejavia écrivit en septembre 2003 que le contrat n'avait pas été signé. Les réacteurs Kuznetsov NK-321 utilisés sur le Tu-144LL sont en effet considérés comme du matériel militaire puisqu'ils assurent aussi la propulsion du Tu-160. Le gouvernement russe refusa donc la licence d'exportation.

### Chronologie

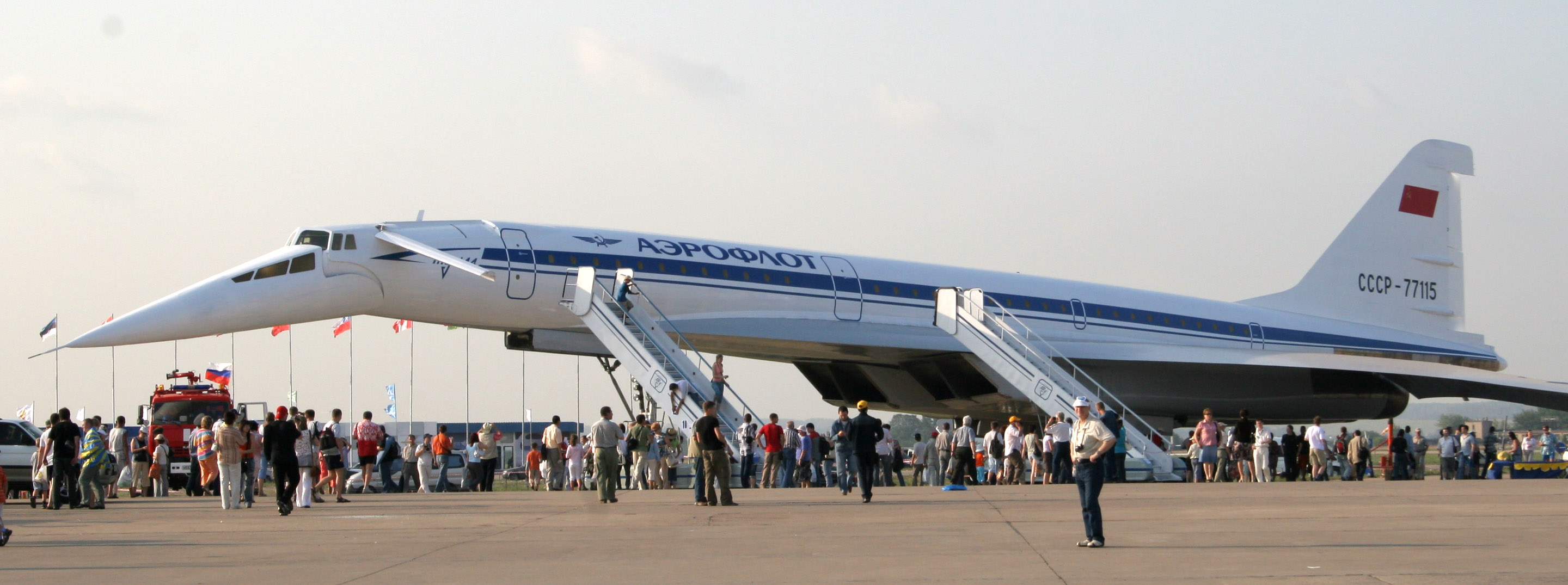
Le no 77115 est le dernier Tupolev 144 à avoir été produit.

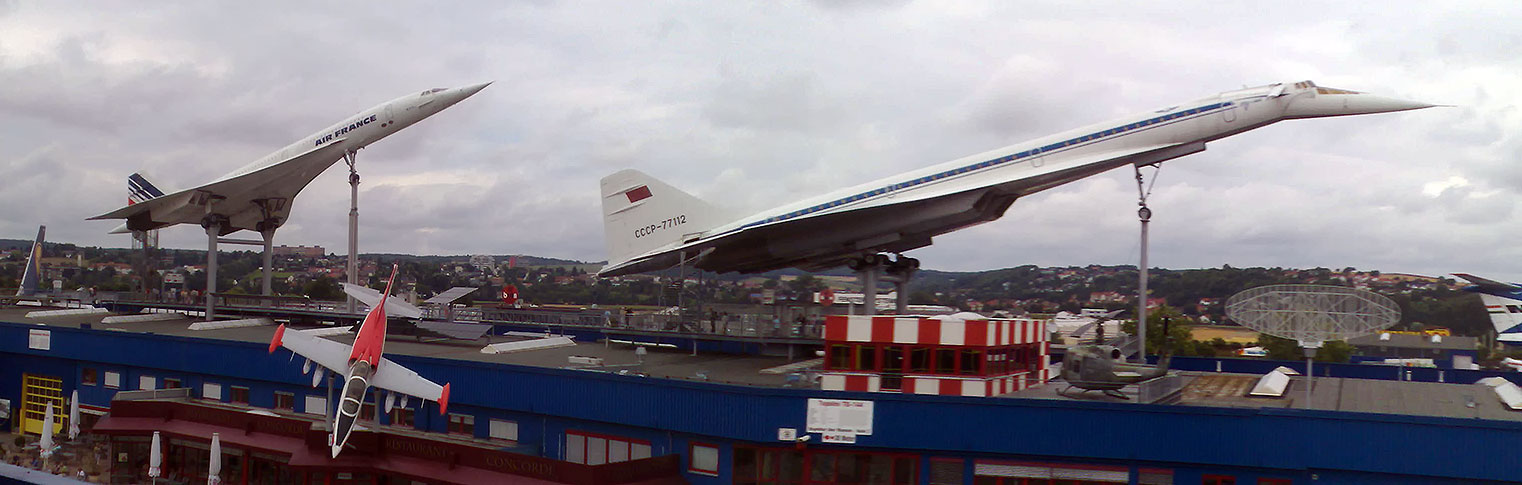
Le musée de Sinsheim expose un ancien Concorde d'Air France et le seul Tupolev Tu-144 préservé hors de Russie.

- 31 décembre 1968 : premier vol du prototype avec Edward V. Elyan aux commandes.
- 5 juin 1969 : le prototype passe le mur du son[12].
- 26 mai 1970 : Mach 2 est atteint[13].
- 3 juin 1973 : crash du premier appareil de production (no 77102) à Goussainville pendant le salon du Bourget[5],[7].
- 26 décembre 1975 : le Tu-144S entre en service, transportant seulement du fret.
- Novembre 1977 : ouverture de la route Moscou ⇄ Alma-Ata au transport de passagers.
- 23 mai 1978 : accident à l'atterrissage du premier Tu-144D (no 77111) à Iegorievsk lors de son 5e vol[14].
- 1er juin 1978 : dernier vol régulier et arrêt du service commercial, à la suite de l'accident du 23 mai.
- 23 juin 1979 : rétablissement d'un vol régulier, mais uniquement avec du fret.
- 1985 : arrêt de la production du Tu-144. Le dernier, no 77116 reste inachevé.
- 1987 : fin des vols du Tu-144 avec Aeroflot.
- 27 février 1990 : tout dernier vol d'un Tu-144D.
- 29 novembre 1996 : premier vol d'essai du Tu-144LL, version militarisée du Tupolev 144.
- 14 avril 1999 : tout dernier vol d'un Tupolev Tu-144 avec le no 77114.
- Octobre 2000 : un des quatre Tu-144 préservés à Joukovski (le no 77112) est partiellement démonté pour être transporté au musée automobile et technologique de Sinsheim.

## Descriptif technique

### Le fuselage
Comme le Concorde, le Tu-144 a un fuselage étroit, comparé aux avions de ligne subsoniques moyens et long-courriers. Visuellement, les « plans canards » à l'avant du Tupolev et l'emplacement des réacteurs sont les principales différences apparentes.

#### Le cockpit

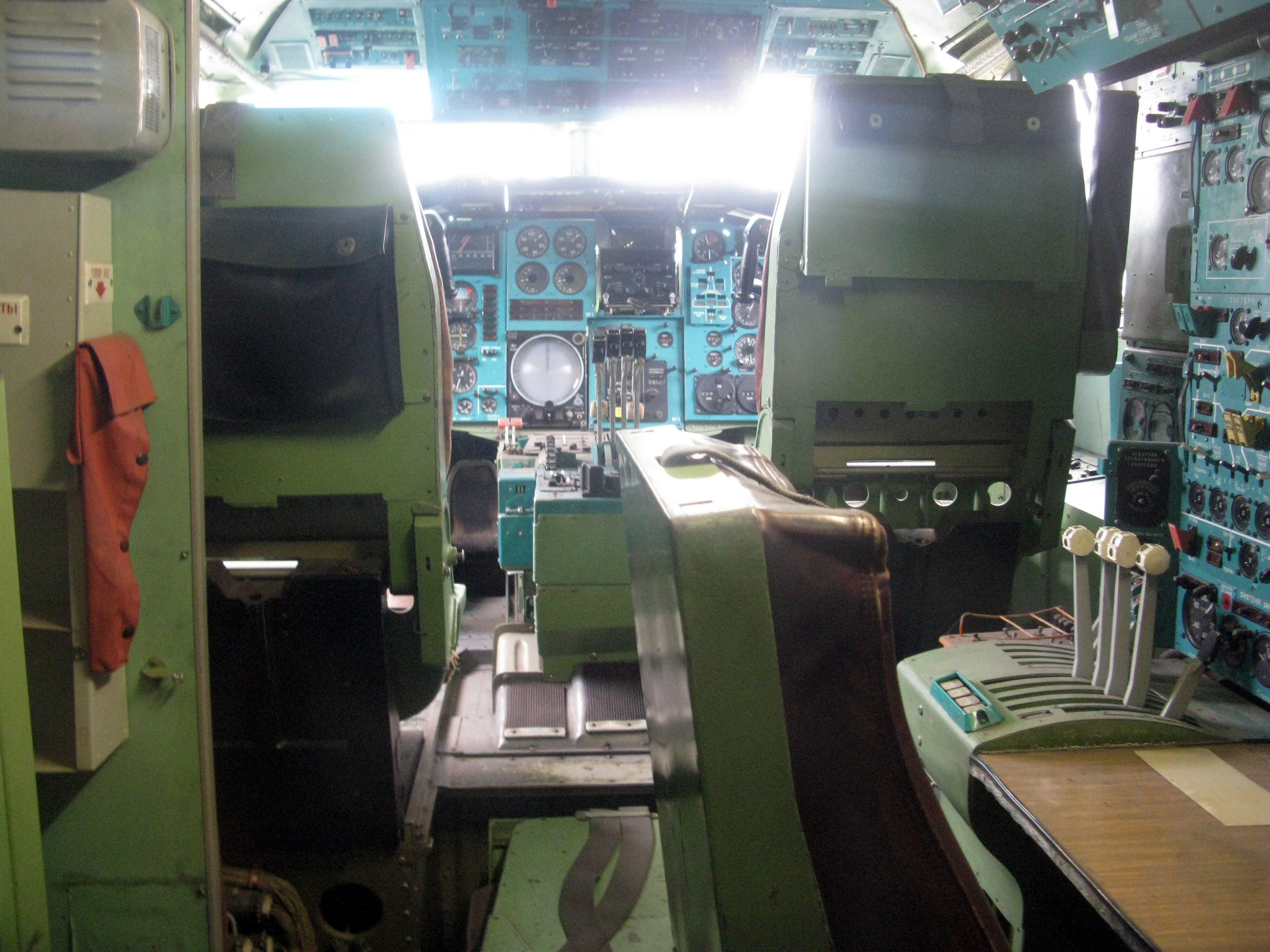
Le cockpit du Tu-144D.

#### La cabine
Durant le service passager, la cabine est divisée en deux parties et peut accueillir 120 passagers. À l'avant, pour la première classe, les sièges sont disposés à 4 de front, avec un couloir au milieu. Le reste de la cabine est réservé à la classe économique avec 5 sièges par rangée, 3 à droite et 2 à gauche.

### La voilure
L'avion est équipé d'une aile en double delta à fort angle de flèche pour une meilleure pénétration dans l'air à vitesse supersonique. Il ne disposait pas de volets ni d'aérofreins. Les gouvernes de profondeur et les ailerons sont confondus en une même commande de vol, des élevons, éléments caractéristiques des ailes Delta.
L'aile Delta avait un faible allongement, ce qui créait une faible portance. Le décollage se faisait à près de 400 km/h et l'avion atterrissait à plus de 300 km/h.

#### Le plan canard rétractable

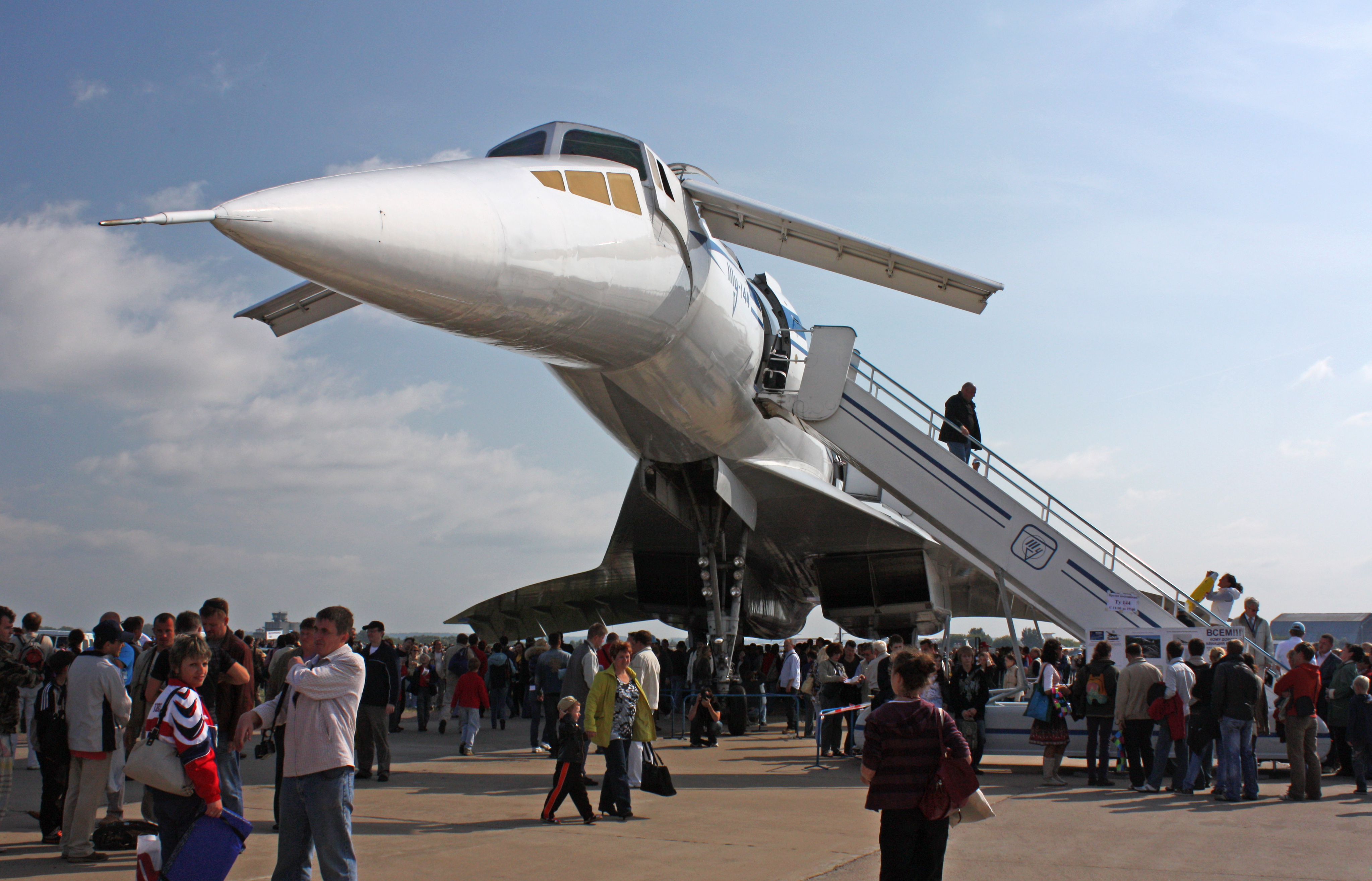
Le nez est baissé et les « moustaches » déployées.

À l'exception du prototype, les appareils sont équipés de plans canards rétractables, placés à l'arrière du cockpit, sur le haut du fuselage, disposant de volets de courbure. Ces plans, appelés « moustaches », sont utiles au contrôle du tangage à basse vitesse, l'aile delta ne fournissant pas une portance suffisante.

#### Le nez basculant
L'aile delta étant peu portante à basse vitesse, l'avion devait adopter une position très cabrée, ce qui réduisait considérablement la visibilité à basse vitesse. Pour remédier à ce problème, le Tu-144, tout comme le Concorde, disposait d'un nez basculant.

### Les trains d'atterrissage
Le Tu-144 dispose d'un train d'atterrissage dit tricycle. Cependant, la disposition était différente entre le prototype et les appareils de série.

#### Le prototype
Le train avant du prototype se replie vers l'arrière. Pour le train principal, chaque ensemble comprenait 6 roues et se trouvait à l'extérieur du bloc moteur. Il se repliait vers l'avant, dans l'épaisseur de l'aile, d'où la petite taille des roues.

#### Les appareils de série

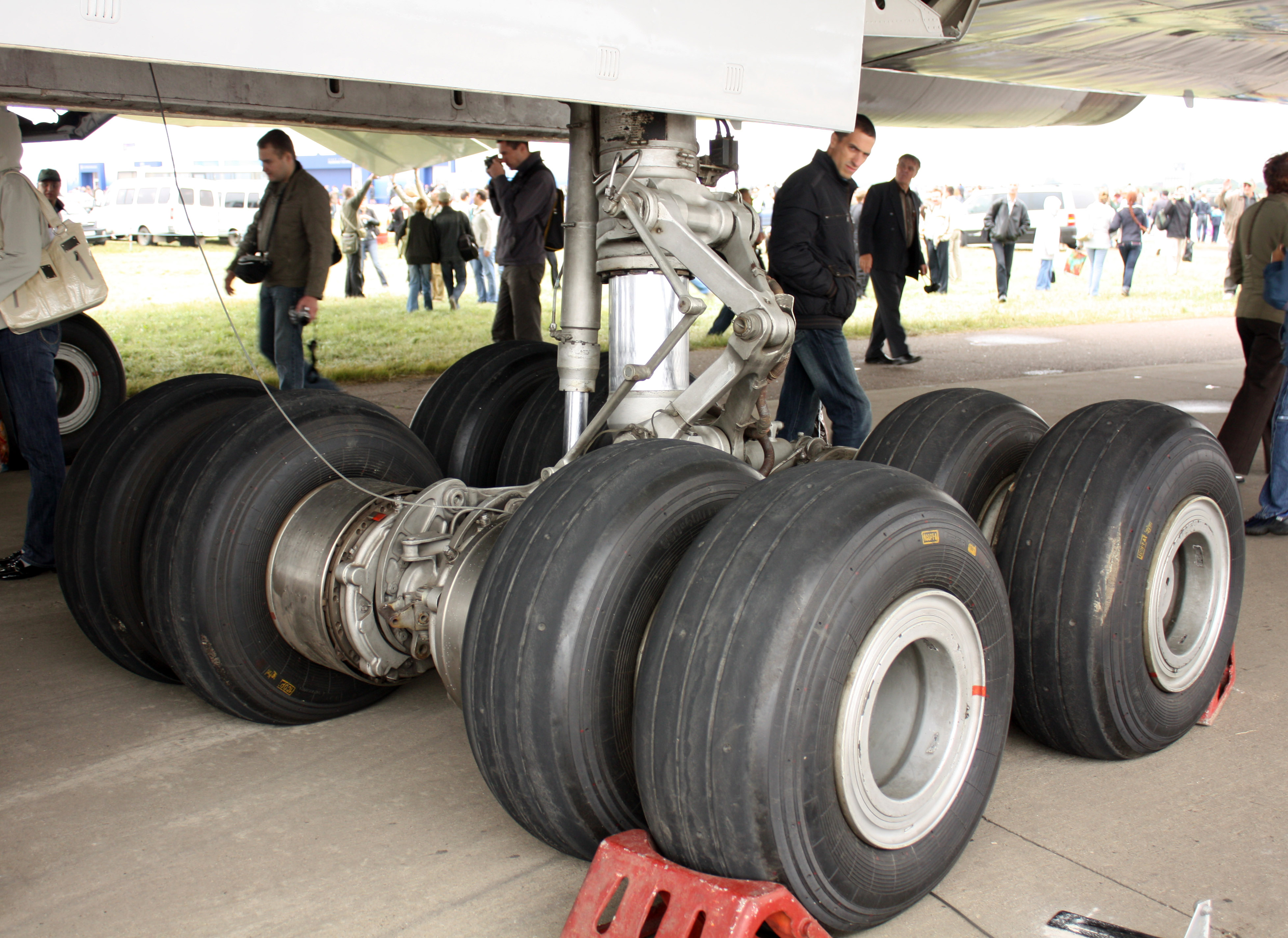
Le train d'atterrissage principal gauche du Tu-144.

Un nouveau train d'atterrissage a été développé à partir de l'appareil de pré-production no 77101. Le train avant se replie, cette fois, vers l'avant. Des changements importants ont eu lieu sur le train principal. Chaque ensemble comprend 8 roues réparties sur 2 essieux et se situe sous les nacelles. Un espace suffisamment grand entre les 2 conduites d'air permettait de loger le train principal, une fois replié.

### Motorisation
Le Tu-144 est propulsé grâce à 4 turboréacteurs placés dans 2 nacelles se trouvant sous les ailes.
Le principal problème consistait à réduire la vitesse de l'air entrant dans le moteur. L'installation de rampes, comme sur le Concorde, permet de faire passer l'air entrant à vitesse subsonique.

### Caractéristiques
| Versions                        | Tu-144                 | Tu-144S                | Tu-144D                | Tu-144LL               | Concorde (pour comparaison)      |
| ------------------------------- | ---------------------- | ---------------------- | ---------------------- | ---------------------- | -------------------------------- |
| Équipage                        | 3 personnes            | 3 personnes            | 3 personnes            | 3 personnes            | 3 personnes                      |
| Passagers                       | ?                      | 120                    | 120                    | 0                      | 100-128                          |
| Longueur                        | 59,4 m                 | 65,7 m                 | 65,7 m                 | 65,7 m                 | 61,66 m                          |
| Envergure                       | 27,65 m                | 28,8 m                 | 28,8 m                 | 28,8 m                 | 25,6 m                           |
| Hauteur                         | 12,25 m                | 14,4 m                 | 14,4 m                 | 14,4 m                 | 12,2 m                           |
| Masse à vide                    | 85 tonnes              | 91,8 tonnes            | 99,2 tonnes            | 103 tonnes             | 92,08 tonnes                     |
| Masse maximale au décollage     | 180 tonnes             | 195 tonnes             | 207 tonnes             | 203 tonnes             | 185 tonnes                       |
| Masse maximale à l'atterrissage |                        | 120 tonnes             |                        | 125 tonnes             | 111,13 tonnes                    |
| Kérozène (masse)                | 70 tonnes              |                        |                        | 95 tonnes              | 94,47 tonnes                     |
| Moteurs                         | Kouznetsov NK-144      | Kouznetsov NK-144      | Koliesov RD-36-51      | Kouznetsov NK-32       | Rolls-Royce / Snecma Olympus 593 |
| Vitesse croisière               | 2 300 km/h (Mach 2,17) | 2 200 km/h (Mach 2,07) | 2 120 km/h (Mach 2,0)  | 2 300 km/h (Mach 2,17) | 2 145 km/h (Mach 2,02)           |
| Vitesse maximale                | 2 430 km/h (Mach 2,30) | 2 500 km/h (Mach 2,35) | 2 285 km/h (Mach 2,15) | 2 500 km/h (Mach 2,35) | 2 368 km/h (Mach 2,23)           |
| Autonomie                       | 2 920 km               | 3 080 km               | 5 330 - 6 200 km       | 4 000 km               | 6 200 km                         |
| Plafond                         | 20 000 m               | 20 000 m               | 20 000 m               | 20 000 m               | 18 000 m                         |

Plan 3 vues du Tu-144.
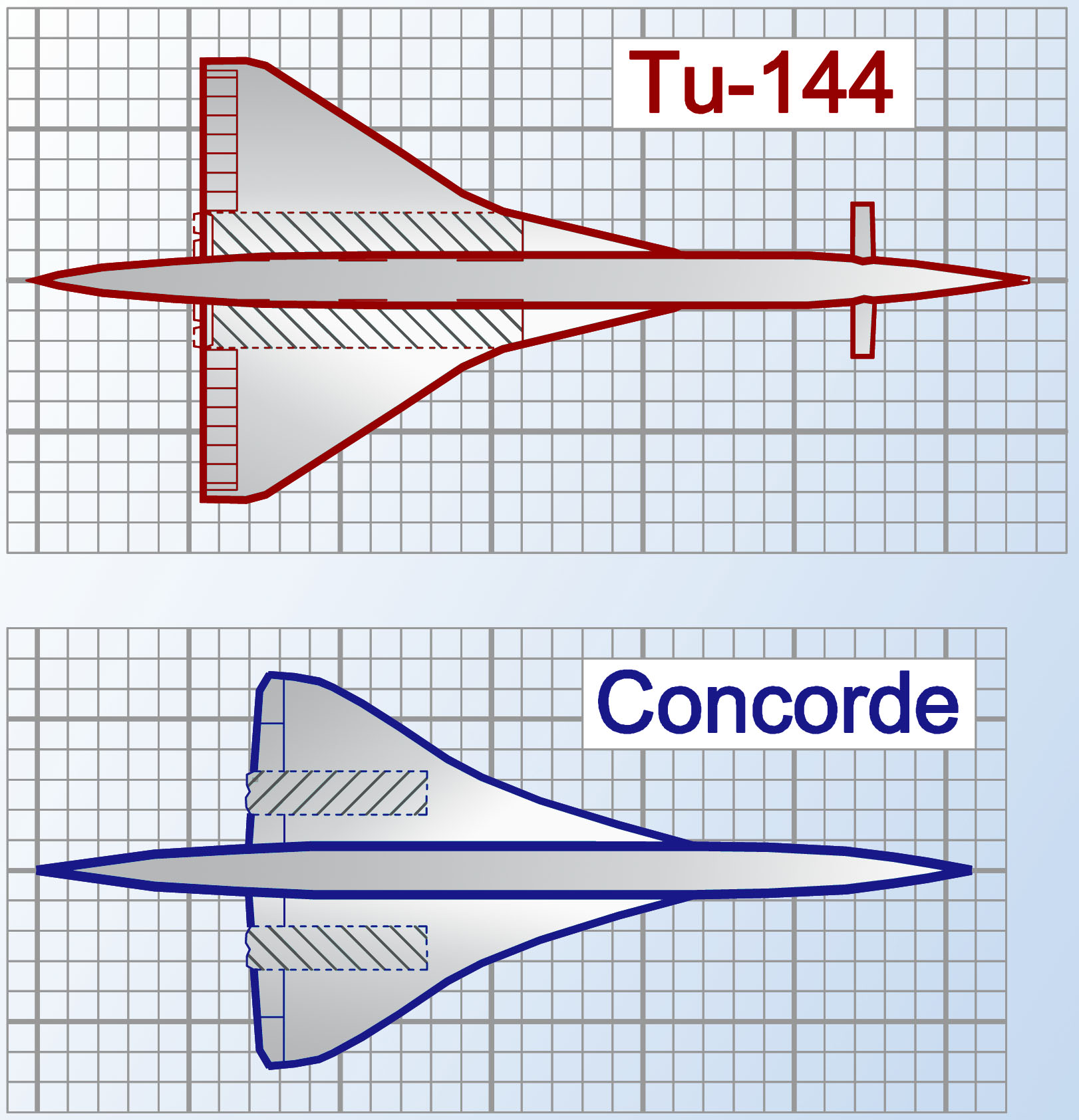
Schéma illustrant les différences entre le Concorde et le Tupolev Tu-144.

Le modèle Tu-144S avait des réacteurs Kouznetsov NK-144 tandis que le modèle Tu-144D était propulsé par des moteurs Koliesov RD-36-51 plus puissants et plus économes en carburant (particulièrement en super-croisière, ne nécessitant pas l'usage de la post-combustion), et assurant donc une bien meilleure autonomie. Les Tu-144 et Tu-144S équipés du moteur NK-144 ne pouvaient pas voler à Mach 2 sans utiliser la post-combustion, mais une vitesse de croisière de Mach 1,6 était possible.

## Liste des appareils
Il a été construit 16 Tu-144 en état de vol, à savoir :
- 1 prototype Tu-144 (no 68001)
- 1 Tu-144S de préproduction (no 77101)
- 9 Tu-144S de production (no 77102 à 77110) dont 1 reconverti en Tu-144D
- 5 Tu-144D améliorés (no 77111 à 77115) dont 1 reconverti en Tu-144LL

Un dernier avion reste inachevé et ne vola pas ; il a été stocké à l'usine de Voronej, jusqu'en 1995 et fut mis à la ferraille. Il y a eu au moins une cellule supplémentaire pour les essais statiques au sol en parallèle avec le développement du prototype no 68001.
Parmi les 16 appareils entièrement construits, 7 sont préservés, 7 ont été mis à la ferraille et 2 se sont accidentés. Cela représente 43,75 % des appareils qui existent encore ; par comparaison, 90 % des Concorde sont préservés.

### Description individuelle

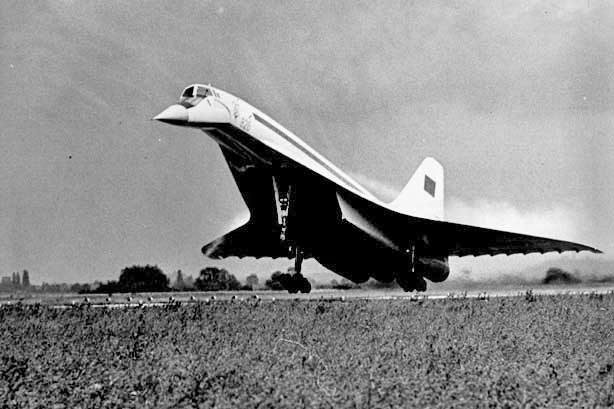
Le prototype au décollage à l'aéroport international de Berlin-Schönefeld.

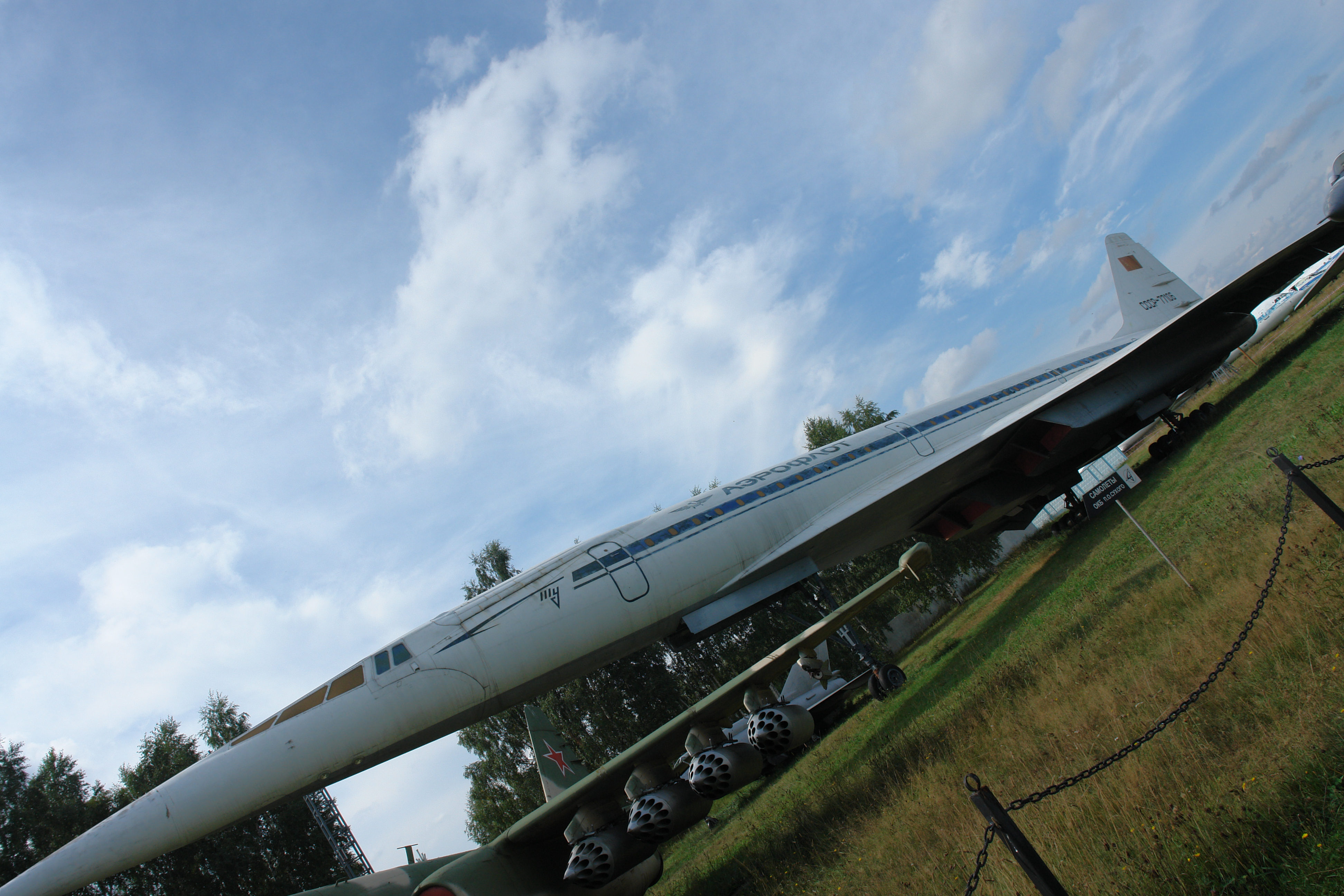
Le CCCP-77106 au musée central des forces aériennes de la fédération de Russie de Monino.

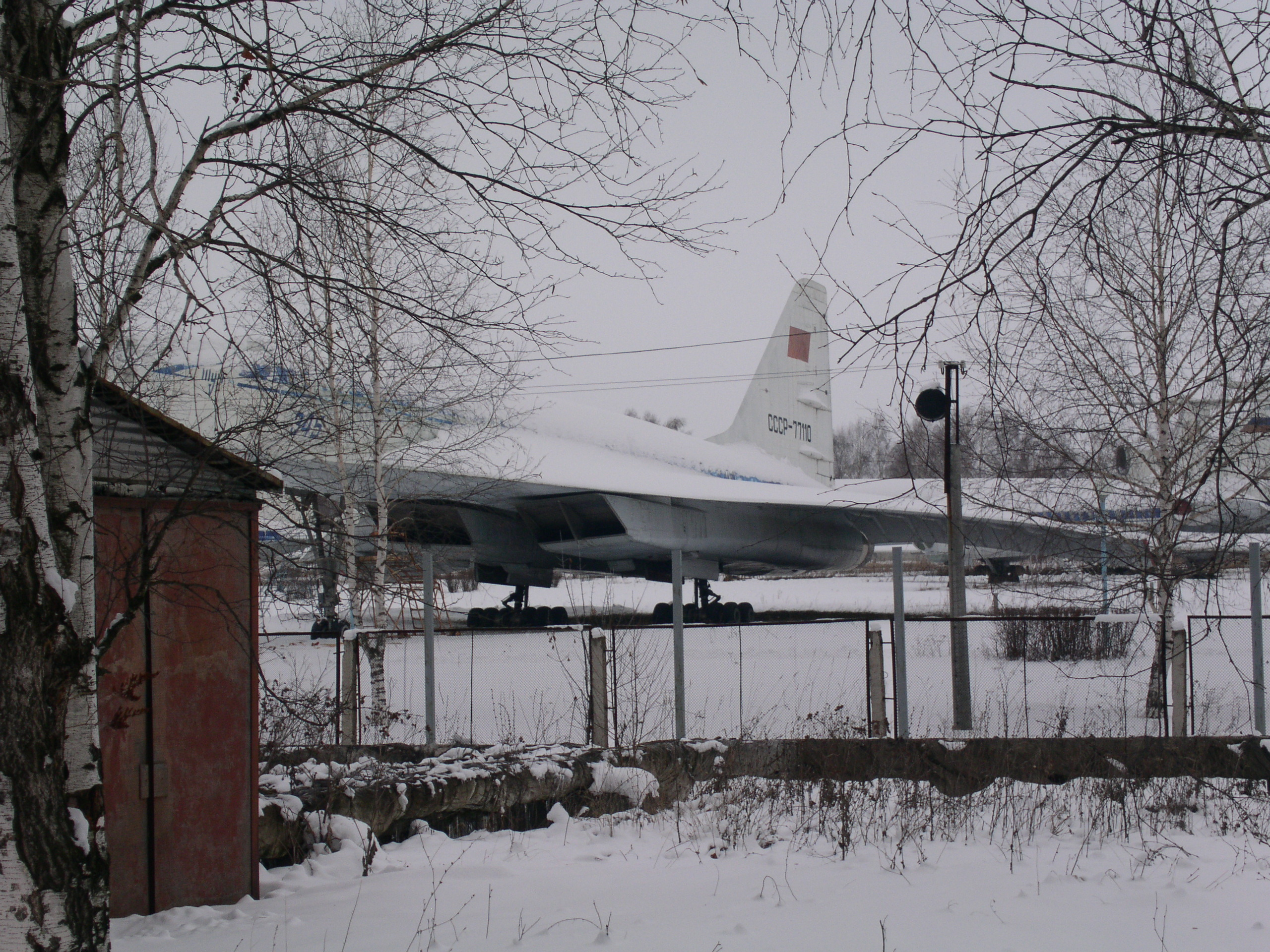
Le CCCP-77110 au musée de l'aviation civile d'Oulianovsk.

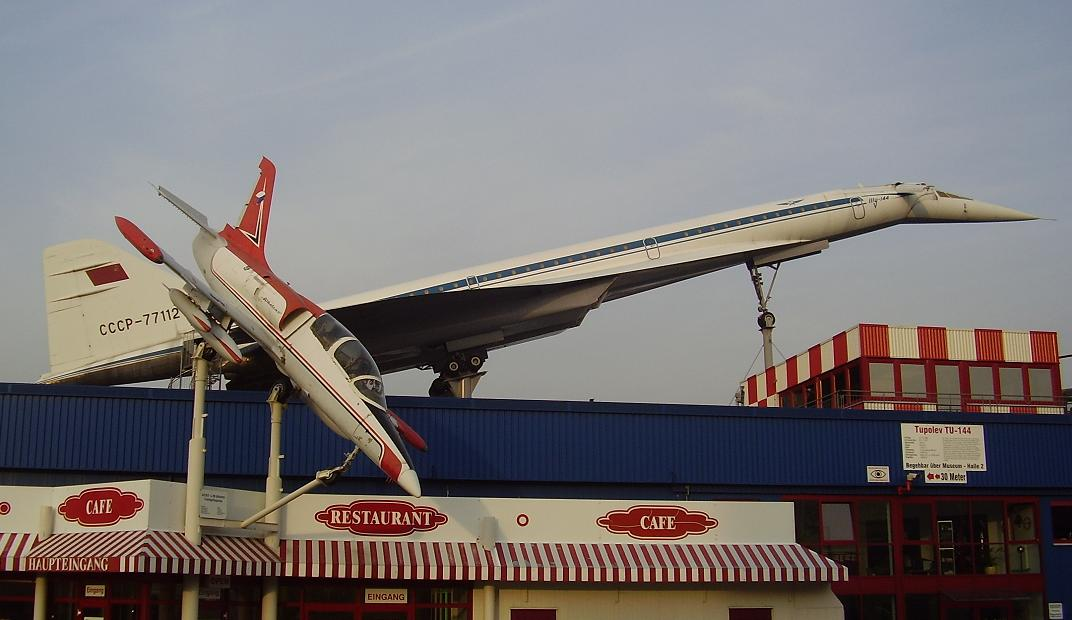
Le CCCP-77112 au musée automobile et technologique de Sinsheim.

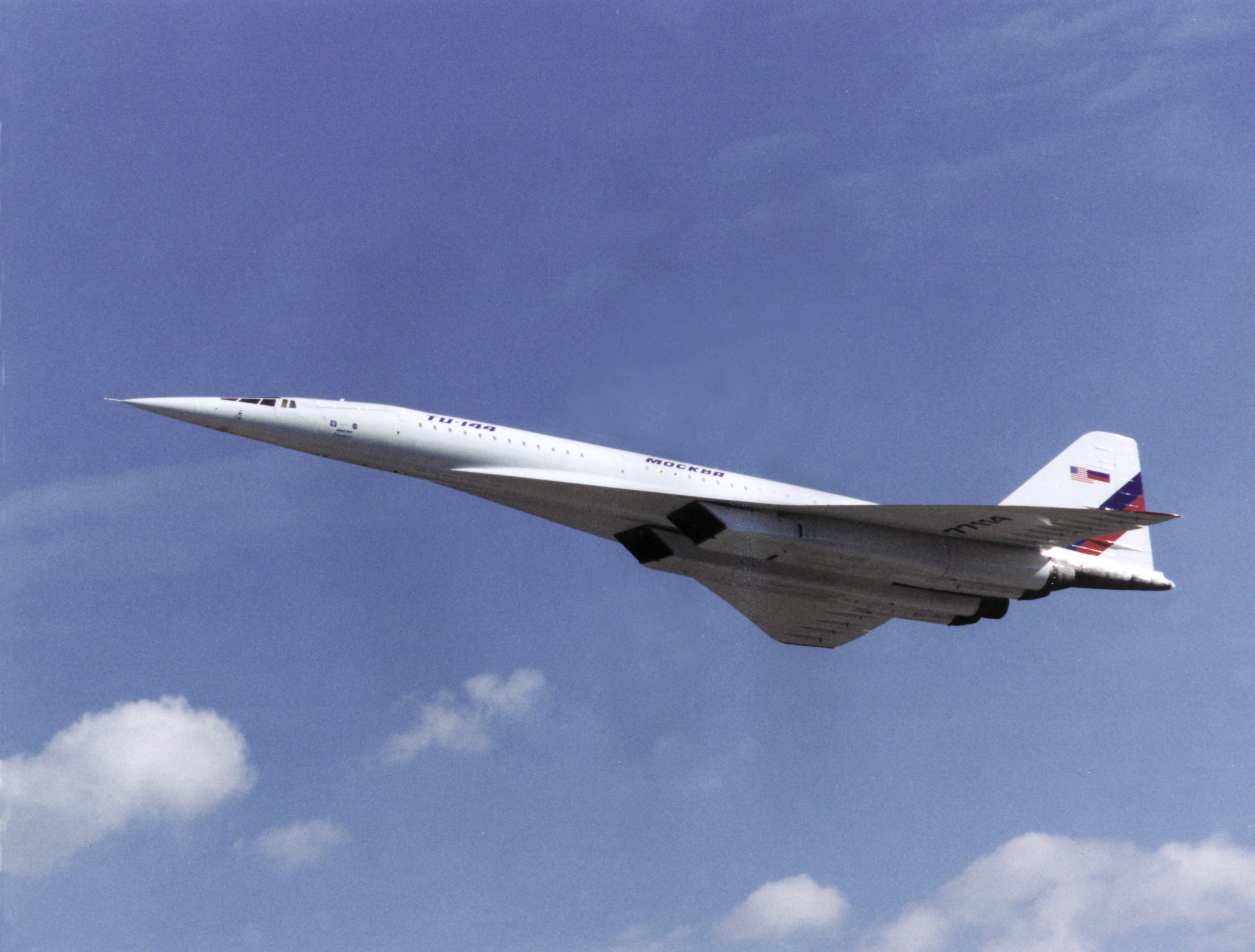
Le RA-77114 en vol en 1998.

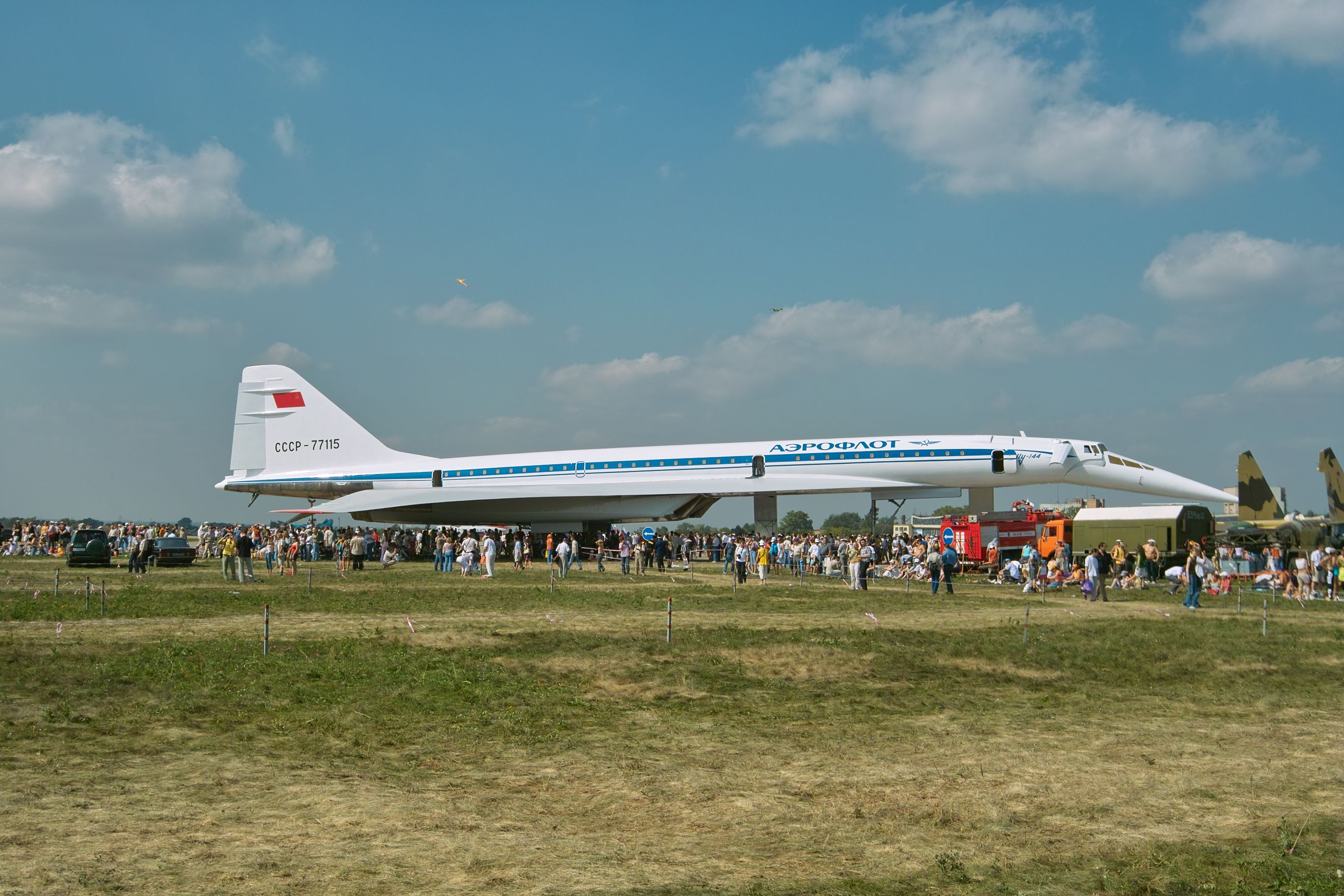
Le CCCP-77115 à MAKS 2007.

- 00-1 (CCCP-68001) fut le prototype du Tu-144, ainsi que le premier supersonique civil au monde à voler, le 31 décembre 1968 ; vol d'une durée de 37 minutes. Cet appareil franchit le mur du son (Mach I) le 5 juin 1969 et Mach II le 26 mai 1970. Il participa au 29e Salon du Bourget en 1970 où il rejoignit le Concorde pour la première fois. Il fit son dernier vol le 27 avril 1973 vers Joukovski et fut mis à la ferraille en 1977.
- 01-1 (CCCP-77101) était l'appareil de pré-production. Il vola pour la première fois le 1er juin 1971. Cet appareil était légèrement différent du prototype ; l'aérodynamique fut améliorée, les ailes modifiées, leur surface augmentée et le fuselage a été allongé. Un autre changement important a été la nouvelle configuration des moteurs en deux nacelles séparées avec deux moteurs de chaque côté. La masse au décollage a été poussée à 190 tonnes. Cet appareil a été mis à la ferraille en 1985.
- 01-2 (CCCP-77102) était le premier Tu-144 de production. Il participa au 30e Salon du Bourget et s'écrasa le 3 juin 1973 à Goussainville.
- 02-1 (CCCP-77103) fit son premier vol le 13 décembre 1973. Il fut utilisé dans une série de vols dans différentes villes d'URSS où furent testés la navigation et le système de vol. Il a été mis à la ferraille en 1984 à Joukovski.
- 02-2 (CCCP-77144) était d'abord immatriculé CCCP-77104. Il a fait son premier vol le 14 juin 1974, a participé au Salon du Bourget en 1975. Cet appareil fut mis à la ferraille en 1987 à Joukovski.
- 03-1 (CCCP-77105) a volé pour la première fois à Voronej le 30 novembre 1974. Cet appareil est le premier à recevoir les nouveaux moteurs Koliesov RD-36-51 du Tu-144D, en 1976. Il fit le plus long vol d'un Tu-144 avec une distance de 6 200 km. Il a été retiré des vols d'essais en 1978, abandonné près de Joukovski et fut finalement mis à la ferraille en 1993.
- 04-1 (CCCP-77106) est le plus ancien Tu-144 préservé. Il a fait son premier vol le 4 mars 1975 à Voronej. Son dernier vol se fit pour être livré au musée central des forces aériennes à Monino où il est actuellement exposé.
- 04-2 (CCCP-77108) n'a jamais été exploité par Aeroflot. Cet appareil ne fit que 50 vols, d'une durée de 68 heures et ne passa que 6 heures à vitesse supersonique. Il se trouve au musée de Samara State Aerospace University (de).
- 05-1 (CCCP-77107) a fait son premier vol le 20 août 1975. Son dernier vol, vol de livraison à l'institut d'aviation du Kazan State Technical University (en). Depuis le 15 avril 2017, il est exposé au centre de Kazan. 29 mars 1985.
- 05-2 (CCCP-77109) fut l'un des deux appareils utilisés pour des vols commerciaux sur la route Moscou - Alma-Ata. Il fut entreposé à l'usine de Voronej à la suite de l'arrêt du service et fut mis à la ferraille en 1995 avec le no 77116.
- 06-1 (CCCP-77110) était le second appareil qui fit des vols commerciaux avec le CCCP-77109 sur la même route. L'appareil se trouve à Oulianovsk au musée de l'aviation civile.
- 06-2 (CCCP-77111) ne fit que 5 vols pour une durée totale de 9 heures. Il réalisa un atterrissage forcé à Iegorievsk, à la suite d'un incendie à bord, le 23 mai 1978, moins d'un mois après son premier vol.
- 07-1 (CCCP-77112) a été racheté par le musée automobile et technologique de Sinsheim. En octobre 2000, le nez, les ailes, la dérive et la queue ont été retirés et l'avion fut transféré sur une barge pour un voyage de Moscou jusqu'à Sinsheim en passant par la mer Baltique. Il est exposé avec le Concorde Fox-Bravo (F-BVFB) sur le toit du musée.
- 08-1 (CCCP-77113) subit une destruction d'un moteur en vol, à vitesse supersonique, le 31 août 1980. L'équipage avait dû faire un atterrissage d'urgence à la Engels Air Force Base (en). Il a été mis à la ferraille en 2001 à Joukovski.
- 08-2 (RA-77114) a été choisi pour servir de banc d'essais dans un programme commun entre Tupolev et la NASA. Il fut entièrement transformé ; les anciens moteurs RD-36-51A ont été remplacés par des NK-321 équipant le Tu-160. L'appareil fut rebaptisé Tu-144LL Flying Laboratory. Cette nouvelle version fit son premier vol le 29 novembre 1996. Il fut le dernier Tu-144 à voler, le 14 avril 1999 avec un vol autour de Joukovski. Il reste à Joukovski exposé en position décollage au rond-point menant à l’aéroport depuis l’été 2019 mais n'est plus en état de vol.
- 09-1 (CCCP-77115) est le dernier appareil achevé. Il fit son premier vol le 4 octobre 1984 à Voronej. Il a été désigné pour être converti en Tu-144LL mais la conversion n'a jamais été réalisée. Il reste entreposé à Joukovski.
- 09-2 (CCCP-77116) n'a jamais été achevé et ne vola pas. Il devait être enregistré comme CCCP-77116. La carcasse resta entreposée à Voronej et fut mise à la ferraille en 1995.

### Tableau récapitulatif
| Numéro de production | Immatriculation | Version          | Premier vol                           | Dernier vol                           | Heures de vol | Situation actuelle                                                                |
| -------------------- | --------------- | ---------------- | ------------------------------------- | ------------------------------------- | ------------- | --------------------------------------------------------------------------------- |
| 00-1                 | CCCP-68001      | Tu-144           | 31 décembre 1968                      | 27 avril 1973                         |               | Mis à la ferraille en 1977                                                        |
| 01-1                 | CCCP-77101      | Tu-144S          | 1er juin 1971                         |                                       | 339           | Mis à la ferraille en 1985                                                        |
| 01-2                 | CCCP-77102      | Tu-144S          | 20 mars 1972                          | 3 juin 1973                           |               | Crash à Goussainville lors du salon du Bourget, le 3 juin 1973                    |
| 02-1                 | CCCP-77103      | Tu-144S          | 13 décembre 1973                      |                                       | 313           | Mis à la ferraille en 1984                                                        |
| 02-2                 | CCCP-77144      | Tu-144S          | 14 juin 1974                          |                                       | 431           | Mis à la ferraille en 1987                                                        |
| 03-1                 | CCCP-77105      | Tu-144S Tu-144D  | 30 novembre 1974                      |                                       |               | Mis à la ferraille en 1993                                                        |
| 04-1                 | CCCP-77106      | Tu-144S          | 4 mars 1975                           | 29 février 1980                       | 582           | Exposé au musée des forces aériennes de Monino                                    |
| 04-2                 | CCCP-77108      | Tu-144S          | 12 décembre 1975                      | 27 août 1987                          | 68            | Préservé à Samara                                                                 |
| 05-1                 | CCCP-77107      | Tu-144S          | 20 août 1975                          | 29 mars 1985                          | 357           | Préservé à l’université technique (ru) de Kazan                                   |
| 05-2                 | CCCP-77109      | Tu-144S          | 29 avril 1976                         | 1978                                  |               | Mis à la ferraille en 1995                                                        |
| 06-1                 | CCCP-77110      | Tu-144S          | 14 février 1977                       | 1er juin 1984                         | 314           | Exposé au musée de l'aviation civile d'Oulianovsk                                 |
| 06-2                 | CCCP-77111      | Tu-144D          | 27 avril 1978                         | 23 mai 1978                           | 9             | S'est accidenté près d'Iegorievsk le 23 mai 1978                                  |
| 07-1                 | CCCP-77112      | Tu-144D          | 19 février 1979                       | 12 novembre 1981                      | 197           | Exposé et visitable au musée automobile et technologique de Sinsheim en Allemagne |
| 08-1                 | CCCP-77113      | Tu-144D          | 2 octobre 1979                        | 1980                                  |               | Mis à la ferraille en 2001                                                        |
| 08-2                 | RA-77114        | Tu-144D Tu-144LL | 13 avril 1981                         | 14 avril 1999                         | 443           | Entreposé à Joukovski                                                             |
| 09-1                 | CCCP-77115      | Tu-144D          | 4 octobre 1984                        | 12 mai 1986                           | 38            | Entreposé à Joukovski                                                             |
| 09-2                 | CCCP-77116      | Tu-144D          | N'a jamais été achevé et n'a pas volé | N'a jamais été achevé et n'a pas volé | 0             | Mis à la ferraille en 1995                                                        |

## Les raisons de l'échec du programme
L'une des principales raisons de l'échec du programme fut un nombre d'accidents important, comparé au nombre de vols effectués. Au cours de sa carrière, le Tupolev 144 aura connu deux accidents mortels en moins de 5 ans.
- Le premier eut lieu au Bourget, le 3 juin 1973, devant de très nombreux spectateurs. L'appareil s'est abattu sur Goussainville, faisant 8 morts au sol, en plus des 6 membres d'équipage. À la suite de cet accident, le public adopta une certaine méfiance envers l'aviation civile supersonique, ce qui pénalisa également le Concorde.
- Un second accident survenu lors d'un vol d'essai, le 23 mai 1978. La rupture d'une canalisation de carburant entraîna une fuite de 8 tonnes de kérozène à l'intérieur de l'aile droite. En raison de problèmes récurrents sur les jauges de carburant, la quantité manquante ne fut pas prise en compte. À la suite d'un début d'incendie, l'équipage décida de couper les moteurs 3 et 4 pour limiter la propagation du feu. Le commandant décida un atterrissage forcé à proximité de Iegorievsk, la fumée de l'incendie envahissant la cabine. Lors de l'atterrissage, la partie supérieure du fuselage, sur l'avant, s'effondra, causant la mort de deux membres d'équipage. Les 6 autres personnes présentes, dont Edward V. Elyan, parvinrent à sortir de l'avion sans blessures graves.